# Высшая духовная семинария (Пшемысль, грекокатолическая)
Грекокатолическая Высшая духовная семинария (пол. Greckokatolickie Seminarium Duchowne) — высшее учебное заведение, католическая духовная семинария, находящаяся в городе Пшемысль, Польша. Семинария готовит священников для Перемышльско-Варшавской митрополии Украинской грекокатолической церкви.

## История
Грекокатолическая семинария Украинской грекокатолической церкви впервые была создана в Перемышле в 1780 году. Просуществовав три года, он была закрыта. С 1784 года кандидаты в священство обучались во Львове в Генеральной католической семинарии. Современная семинария ведёт своё начало с 2 октября 1845 года, когда перемышльский епископ Иоанн Снегурский издал указ о создании семинарии в Перемышле. 
В 1912 году по инициативе епископа Константина Чеховича по проекту архитектора Яна Левинского был построен комплекс зданий с часовней, который сохранился до нашего времени. Во время Первой мировой войны в семинарии находился госпиталь. В 1915 году часовня значительно пострадала и была восстановлена в 1918 году. После обретения независимости Польшей и изгнания украинского населения комплекс семинарии был передан казначейству. Позднее семинария использовалась для образовательных целей.  
С 1962 года часовня использовалась как гимнастический  зал. С 1979 года в семинарии располагался педагогический колледж и с 1995 года – средняя школа и профессиональное училище.
В 1992 году часовня была передана Перемышльской епархии. В 1997 году комплекс зданий был передан полностью в собственность Украинской грекокатолической церкви. 
В настоящее время семинария используется для обучения студентов. Также в ней находится администрация Перемышльско-Варшавской митрополии и библиотека имени Константина Чеховича. Часть помещения сдаются в аренду различным светским организациям. 

## Ректоры
- Фома Полянский (1845);
- Андрей Петрасевич ( 1845-1847);
- Аталус Вытошинский 1(847-1850);
- Григорий Гинилевич  (1850-1857);
- Антин Юзычинский (1857-1868);
- Владислав Добрянский (1868-1869);
- Иван Ильницкий (1869-1883);
- Юлиан Сас-Куиловский (1883-1884);
- Мирон Подолинский (1884-1888);
- Константин Чехович (1888-1890);
- Иван Войтович (1890-1898);
- Михаил Мрыц (1898-1918);
- Григорий Лакота (1918-1926);
- Василий Пинило (1926-1929);
- Владимир Гмиртасевич (1929-1935);
- Иван Кузич (1935-1945).